# Quartiers d'Hämeenlinna

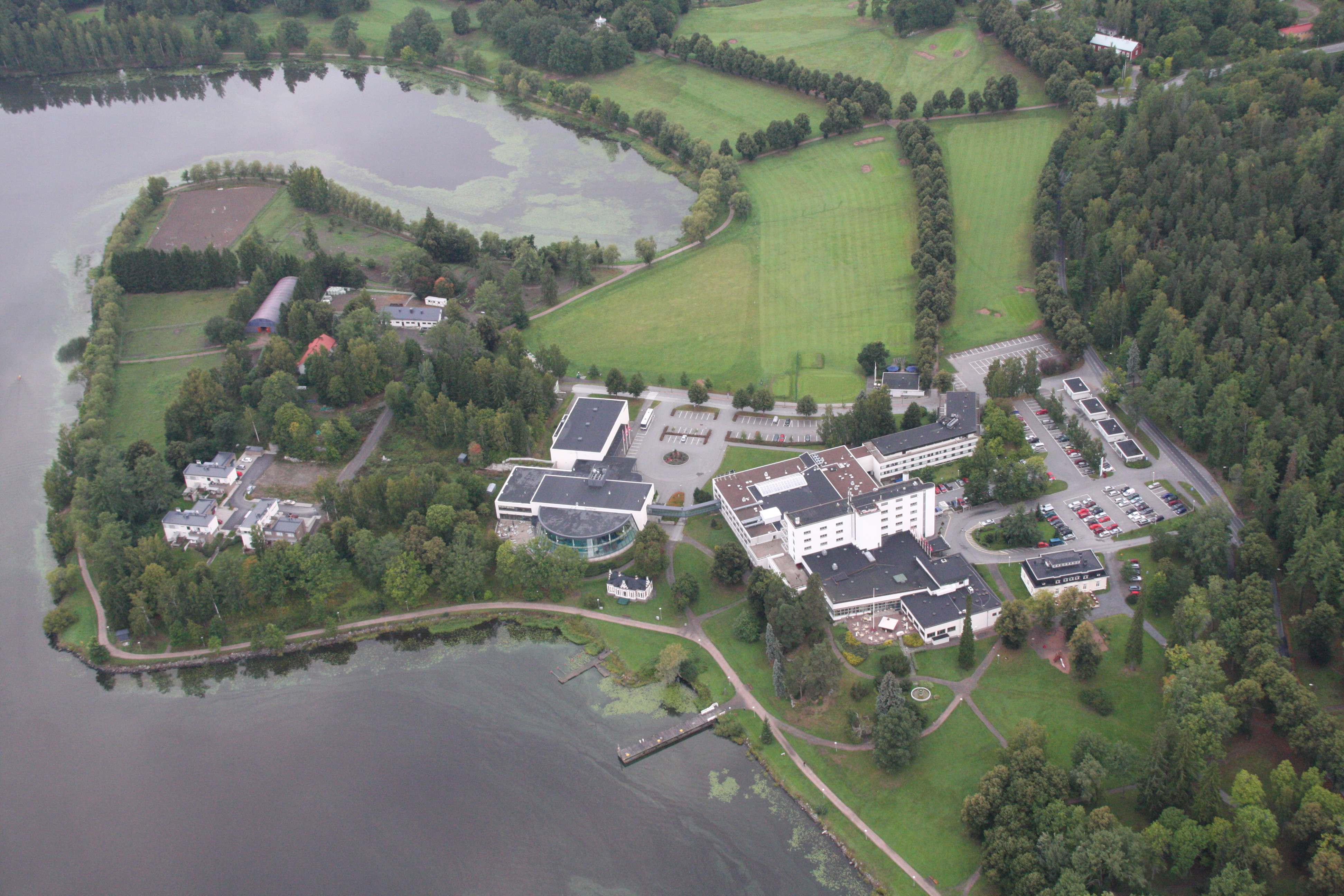
Aulanko un quartier d'Hämeenlinna.

Voici une liste des subdivisions d'Hämeenlinna:
Hämeenlinna compte 41 quartiers et cinq  conurbations,.

## Quartiers

Quartiers d'Hämeenlinna avant les regroupements municipaux de 2009.

- 1. Linnanniemi
(Keskusta I)
- 2. Koilliskulma
(Keskusta II)
- 3. Hämeensaari
(Keskusta III)
- 4. Saaristenmäki
(Keskusta IV)
- 5. Keinusaari
- 6. Sairio
- 7. Myllymäki
- 8. Kauriala
- 9. Ahvenisto
- 10. Pullerinmäki
- 11. Ojoinen
- 12. Puistonmäki
- 13. Kirstula
- 14. Aulanko
- 15. Hätilä
- 16. Idänpää
- 17. Katinen
- 18. Katuma
- 19. Kantola
- 20. Kankaantausta
- 21. Miemala
- 22. Hattelmala
- 23. Munakas
- 24. Luolaja
- 25. Voutila
- 26. Loimalahti
- 27. Majalahti
- 28. Vuorentaka
- 29. Tiirinkoski
- 30. Pikku-Parola
- 31. Luhtiala
- 32. Ruununmylly
- 33. Taka-Hätilä
- 34. Hangasmäki
- 35. Kankainen
- 36. Mäskälä
- 37. Kappola
- 38. Hakumäki
- 39. Vanaja
- 40. Käikälä
- 41. Harviala

## Conurbations

Conurbations d'Hämeenlinna.

Les conurbations qui font office de quartiers sont les anciennes communes reliées à Hämeenlinna en 2009
| Nom     | type        | distance         | Réf.  |
| ------- | ----------- | ---------------- | ----- |
| Hauho   | village     | 35 km nord       | [ 3 ] |
| Tuulos  | conurbation | 25 km nord-est   | [ 4 ] |
| Lammi   | village     | 35 km nord-est   | [ 5 ] |
| Renko   | village     | 15 km sud-ouest  | [ 6 ] |
| Kalvola | conurbation | 20 km nord-ouest | [ 7 ] |

## Autres subdivisions
Le site web de la ville mentionne aussi les zones suivantes comme «quartiers»:
- Punaportti
- Ruununmylly
- Ojoinen
- Luolaja
- Käikälä
- Loimalahti
- Äikäälä
- Kukostensyrjä
- Katinen
- Hakalanniemi
- Laaniitty
- Kuittila
- Aulangontorppa
- Ratasniitty
- Nuppola
- Paroinen
- Papinniitty
- Hatunniemi
- Rapamäki
- Vuorentaka
- Harvoila
- Kahilisto
- Kyhkysenniemi
- Kurala
- Voutila
- Mutanen
- Vihniönrinne
- Hukari
- Virveli
- Viisari
- Turkinmäki
- Muurila
- Perttula
- Vastamäki
- Paavolankulma
- Lenni
- Hangasmäki